# Justice transformatrice
Ne doit pas être confondu avec Justice réparatrice.
La justice transformatrice est une série de pratiques et de philosophies conçues pour créer des changements dans les systèmes sociaux. La plupart du temps, ils sont des alternatives à la justice pénale dans les cas de violence interpersonnelle, ou sont utilisés pour traiter les problèmes socio-économiques dans les sociétés en transition loin du conflit ou de la répression. D'autres domaines de pratique ont adopté la justice transformatrice, notamment pour aborder le travail de groupes sur d'autres problèmes sociaux et la justice climatique.

## Histoire et contexte
La justice transformatrice est associée à l’abolitionnisme pénal. Elle tire son origine des pratiques développées par des activistes, en particulier des féministes, appartenant à diverses communautés marginalisées, principalement autochtones, noires, queer, trans, immigrantes, handicapées et travailleuses du sexe. Face aux violences policières, au profilage, à la surincarcération et à l’absence de protection de la part du système de justice dont leurs communautés font l’objet, ces activistes ont trouvé des moyens de répondre aux violences et aux conflits sans recourir au système de justice pénale. La justice transformatrice constitue une approche alternative à la justice pénale, mais, également, un projet qui vise à rendre possible l’abolition des prisons par la réduction des violences et le développement de réponses non punitives.
Si la justice transformatrice est ancrée dans les savoirs communautaires développés à travers l’histoire, les années 1990 et 2000 ont donné lieu à un essor du mouvement, avec le développement de la théorie et la création de plusieurs collectifs destinés à la pratique. La plupart des collectifs et de la théorie proviennent des États-Unis. Parmi les théoricien.ne.s les plus important.e.s, on compte Mariame Kaba, Mimi Kim, Mia Mingus, Ejeris Dixon, Shira Hassan, Leah Lakshmi Piepzna-Samarasinha et Ruth Morris. Certains des collectifs les plus connus sont Creative Interventions, Philly Stands Up, INCITE!, le Bay Area Transformative Justice Collective et le Safe OUTside the System (SOS) Collective du Audrey Lorde Project. Des collectifs existent également dans d’autres pays tels que le Canada. La justice transformatrice est aussi pratiquée de manière plus informelle, par des gens qui en appliquent les principes et en utilisent les outils dans leurs relations interpersonnelles, leurs groupes activistes, etc.

## Alternative à la justice pénale
La justice transformatrice fait passer les principes et les pratiques de la justice réparatrice au-delà du système de justice pénale. Elle s'applique à des domaines tels que le droit de l'environnement, le droit des sociétés, les relations sociales, les faillites et l'endettement des ménages et le droit de la famille. La justice transformatrice utilise une approche systémique, cherchant à voir les problèmes non seulement comme le début du crime mais aussi comme les causes du crime, et essaie de traiter une infraction comme une opportunité relationnelle et éducative transformatrice pour les victimes, les délinquants et tous les autres membres de la communauté touchés. En théorie, un modèle de justice transformatrice peut s'appliquer même entre des personnes sans contact préalable.
La justice transformatrice peut être considérée comme une stratégie philosophique générale pour répondre aux conflits s'apparentant au rétablissement de la paix. La justice transformatrice s'intéresse aux causes profondes et aux résultats globaux. Elle s'apparente plus à la guérison par la justice que d'autres alternatives à l'emprisonnement.

## Principes généraux

### Refus de l’incorporation par l’État et de la professionnalisation
Associée à l’abolitionnisme pénal, la justice transformatrice est une approche radicale qui s’oppose au réformisme. Elle refuse généralement toute incorporation au sein du système de justice pénale et toute collaboration avec l’État et la police. Pour ses théoricien.ne.s, l’institutionnalisation risque d’assujettir la justice transformatrice à la logique du système de justice pénale et de lui faire perdre son pouvoir transformateur. Certain.e.s vont même jusqu’à rejeter la possibilité de voir les initiatives de justice transformatrice financées par l’État, de peur que l’État soumette celles-ci à des critères qui les dépouilleraient de leur caractère radical.
De façon générale, bien qu’elle soit pratiquée par des individus et des collectifs possédant une certaine expérience dans le domaine, la justice transformatrice résiste à la professionnalisation de la pratique et à la création d’une classe d’experts. Elle constitue plutôt un savoir communautaire. Elle est caractérisée par un engagement en faveur de l'expérimentation à petite échelle et de la diffusion du savoir au sein des communautés. La diffusion des savoirs est primordiale puisqu’il est plus facile pour les communautés de se défaire de leur dépendance à l’État et à la police lorsqu’une proportion importante de la population possède des outils pour répondre aux violences, aux conflits et aux situations d’urgence. Dans la mesure où la justice transformatrice compte sur le pouvoir que possède la communauté de dénoncer les violences, de soutenir les survivant.e.s et d’accompagner les personnes ayant causé du tort dans leur processus de responsabilisation et de changement, il est nécessaire qu’un grand nombre de membres de la communauté démontre un engagement à lutter contre les violences, adhère à une approche transformatrice plutôt que punitive et participe au travail.

## Parabole
Pour illustrer le fait que de multiples réponses différentes peuvent être envisagées pour un même conflit, Louk Hulsman a inventé la « parabole des cinq étudiants », :

« Cinq étudiants vivent en colocation. Un jour, l’un d’entre eux se jette sur la télévision et la brise. Il casse également des assiettes. Ses colocataires ont des attitudes différentes face à l’événement : l’une est furieuse, ne veut plus vivre avec lui et propose de l’exclure de la colocation. Un autre étudiant propose qu’il remplace les biens qu’il a cassé. Une autre préconise une solution médicale pensant que son ami est malade. La dernière personne propose que tous réfléchissent ensemble plus profondément sur ce qui ne fonctionne pas dans leur colocation. Il y a donc plusieurs solutions proposées pour le même conflit. La solution punitive, compensatoire, thérapeutique et conciliatoire. En vérité, la plupart des conflits interpersonnels sont dénoués en dehors du système pénal, grâce à des accords, à des médiations, à des décisions privées entre les intéressés. »